# Goalball nos Jogos Paralímpicos de Verão de 2016 – Masculino
As disputas masculinas do goalball nos Jogos Paralímpicos de Verão de 2016 foram realizadas entre 8 e 16 de setembro na Arena do Futuro, Rio de Janeiro, Brasil.

## Medalhistas
| Evento    | Ouro | Prata                                                                                           | Bronze                                                                                                 |
| --------- | --- | ----------------------------------------------------------------------------------------------- | --- |
| Masculino | Nerijus Montvydas Justas Pazarauskas Mantas Brazauskis Mantas Panovas Genrik Pavliukianec Mindaugas Suchovejus LTU Lituânia | Andy Jenks Tyler Merren Daryl Walker John Kusku Joseph Hamilton Matt Simpson USA Estados Unidos | José Roberto Alex de Melo Alexsander Celente Leomon Moreno Josemarcio Sousa Romário Marques BRA Brasil |

## Times classificados
| Grupo A - GER Alemanha - ALG Argélia - BRA Brasil - CAN Canadá - SWE Suécia | Grupo B - CHN China - FIN Finlândia - LTU Lituânia - TUR Turquia - USA Estados Unidos |

## Fase final
|  | Semifinais | Semifinais         | Semifinais |  |  | Final               | Final               | Final               |
|  |            |                    |            |  |  |                     |                     |                     |
|  | A1         | BRA Brasil         | 1          |  |  |                     |                     |                     |
|  | B2         | USA Estados Unidos | 10         |  |  |                     |                     |                     |
|  |            |                    |            |  |  | A1                  | USA Estados Unidos  | 8                   |
|  |            |                    |            |  |  | A2                  | LTU Lituânia        | 14                  |
|  | B1         | LTU Lituânia       | 7          |  |  |                     |                     |                     |
|  | A2         | SWE Suécia         | 2          |  |  | Disputa pelo bronze | Disputa pelo bronze | Disputa pelo bronze |
|  |            |                    |            |  |  | B2                  | BRA Brasil          | 6                   |
|  |            |                    |            |  |  | B1                  | SWE Suécia          | 5                   |